# 尤英鎮區 (新澤西州)
尤英鎮區（英語：Ewing Township）是位於美國新澤西州默瑟縣的一個鎮區。

## 地方資料
尤英鎮區的面積為40.29平方千米，當中陸地面積為39.38平方千米，而水域面積為0.90平方千米。根據2020年美國人口普查的數據，當地共有人口37264人，而人口密度為每平方千米924.89人。